# Дерижанов Мартирос Семенович
Мартиро́с Семе́нович  Дерижа́нов (* 1867 — † 1900) — лікар, громадський діяч.

## Біографічні відомості
Фахівець із внутрішніх хвороб. Жив і працював у Ялті. Член правління Благодійного товариства, попечитель над бідними приїжджими хворими.
у 1897—1898 роках був особистим лікарем української поетеси Лесі Українки. Під час дворічного перебування в Ялті поетеса жила в його сім'ї на орендованій Мартиросом і Катериною Дерижановими віллі «Іфігенія». Подружжям Дерижанових Лесі Українці було створено затишну домашню атмосферу. Вілла не збереглася (її зруйновано під час Німецько-радянської війни).
Мартирос Дерижанов помер 1900 року. Його поховали на Масандрівському кладовищі.